# Phyllophaga zayasi
Phyllophaga zayasi är en skalbaggsart som beskrevs av Garcia-vidal 1978. Phyllophaga zayasi ingår i släktet Phyllophaga och familjen Melolonthidae. Inga underarter finns listade i Catalogue of Life.